# Chrysoprasis pitanga
Chrysoprasis pitanga là một loài bọ cánh cứng trong họ Cerambycidae.